# Stephen Leacock
Stephen P. H. Butler Leacock (Swanmore, Hampshire, 1869. december 30. – Toronto, 1944. március 28.) kanadai tanár, író és humorista volt. 1915 és 1925 között a legismertebb humoristának számított. Könnyed humoráról és társadalomkritikájáról volt ismert. Kanadán kívül az Egyesült Államokban és Angliában is népszerűnek számított.

## Élete
A Southampton közeli Swanmore-ban született. Szülei Peter és Agnes Leacock voltak. Mikor Stephen hatéves volt, családjával Kanadába költözött. Sutton faluban telepedtek le, a Simcoe-tó partján. Apja időközben alkoholista lett; 1878-ban testvérével, Edward Leacockkal együtt elutazott Manitobába, magára hagyva Agnest és a gyerekeket.
Leacock-ot nagyapja beiratta az elit Upper Canada College-ba, ahova testvérei is jártak. 1887-ben érettségizett, majd hazatért. Ekkorra apja is visszatért Manitobából. Nem sokkal később apja újra elhagyta a családot és sosem tért vissza. Egyes források szerint Peter Leacock Argentínában élt tovább, míg más források szerint Új-Scotiába költözött, és Lewis-ra változtatta a nevét.

## Halála
1944-ben hunyt el torokrákban. A St. George the Martyr templom udvarán helyezték örök nyugalomra.

## Magyarul megjelent művei
- Humoreszkek; ford. Karinthy Frigyes; Athenaeum, Budapest, 1926
- A Mauzóleum klub; ford., átdolg. Szerb Antal; Pharos, Budapest, 1943
- A Mauzóleum Klub; ford., átdolg. Szerb Antal, bev. Hegedűs Géza; Magvető, Budapest, 1955 (Sorozat: Vidám könyvek)
- Humoreszkek; ford. Karinthy Frigyes, Szinnai Tivadar; Szépirodalmi, Budapest, 1955 (Olcsó könyvtár)
- A rejtély titka; ford. Aczél János, Karinthy Frigyes, Szinnai Tivadar, utószó Aczél János; Szépirodalmi, Budapest, 1969 (Olcsó könyvtár)
- Rosszcsirkeff Mária és társai; vál. Török András, ford. Aczél János et al.; : Európa, Budapest, 1985 (Vidám könyvek)
- A kék Edward; ford. Karinthy Frigyes, Szinnai Tivadar; Szépirodalmi, Budapest, 1986 (Olcsó könyvtár)
- Gertrud, a nevelőnő; ford. Karinthy Frigyes; Európa, Budapest, 2011